# Чинара на скелі
«Чинара на скелі» (каз. «Шыңдағы шынарда») — радянський чорно-білий художній фільм-драма 1965 року, знятий режисером Султаном-Ахметом Ходжиковим на кіностудії «Казахфільм».

## Сюжет
За мотивами незакінченого роману Мухтара Ауезова «Плем'я молоде». Високо в горах росте на скелі самотня чинара. Переказ свідчить, що в давнину кинулася з цієї скелі прекрасна дівчина Айсулу, яка не захотіла змиритися з долею і дістатись нелюбому. Ось і виросла, як пам'ять про неї, на цьому місці прекрасна чинара. Малюючи образи наших сучасників, показуючи Айсулу наших днів, що стала жертвою пліток і забобонів через малодушність, боягузтво і моральну зраду двох її чоловіків, автори фільму торкаються великих морально-етичних проблем.

## У ролях
- Сергій Папов — Карпов (дублював Олексій Алексєєв)
- Гулбахрам Аділова — Айслу (дублювала Ольга Красіна)
- Нурмухан Жантурін — Ільяс (дублював Фелікс Яворський)
- Ідріс Ногайбаєв — Сагіт Шенгелбаєв (дублював Станіслав Чекан)
- Єлубай Умурзаков — Мулла
- Замзагуль Шаріпова — прокурор
- Канабек Байсеїтов — епізод

## Знімальна група
- Режисер — Султан-Ахмет Ходжиков
- Сценаристи — Калтай Мухамеджанов, Султан-Ахмет Ходжиков
- Оператор — Асхат Ашрапов
- Композитор — Едуард Хагагортян
- Художник — Юрій Вайншток